# Tira, Israel
Tira (tiếng Hebrew: טירה, tiếng Ả Rập: الطيرة) là một thành phố Israel. Thành phố thuộc quận Trung. Thành phố có diện tích 11,894 km2, dân số năm 2009 là 22.600 người.
Trong thế kỷ thứ 12, trong thời kỳ Thập Tự, làng thuộc sở hữu của Dòng Thánh Gioan. Nó đã được cho Robert Sinjil và những người thừa kế của ông thuê. Trong thế kỷ 14 và 15, Tira là một điểm dừng trên con đường giữa Gaza và Damascus, và một khan được xây dựng.
Trong cuối thế kỷ 19, Tira đã được mô tả là: "Một ngôi làng dễ thấy trên một gò ở đồng bằng, được bao quanh bởi ô liu, với một cái giếng ở phía tây".
Tại thời điểm điều tra dân số 1931, Tira đã có 380 nhà và dân số 2.190 người Hồi giáo và 2 Kitô hữu. Năm 1945, có 3.180 cư dân Ả Rập, những người sở hữu tổng cộng sở hữu 26.803 dunam đất. 
Theo điều tra năm 2004, cơ cấu chủng tộc của thành phố là 99,9% Hồi giáo Sunni công dân Ả Rập của Israel.
Theo CBS, năm 2001 có 9.600 nam và 9.300 nữ. Dân số của thành phố có cơ cấu như sau: 47,4% 19 tuổi hoặc trẻ hơn, 16,2% từ 20 đến 29, tăng 19,9% giữa 30 và 44, 10,8% 45-59 1,8% 60-64, và 3,8% 65 tuổi trở lên. Tốc độ tăng trưởng dân số năm 2001 là 2,8%.
Trong năm 2004, 41,3% dân số là 17 năm trở xuống, 54,5% là từ 18 đến 64 tuổi, và 4,2% từ 65 tuổi trở lên.